# Üçnoktabir
Üçnoktabir est un groupe de rock turc formé en 2002 à Istanbul.

## Biographie
Ils commencent à jouer tous les lundis au Mojo, bar dans le quartier de Beyoğlu à Istanbul. Par la suite, ils donnent des concerts dans différents bars de la ville puis à Bursa, Eskişehir et İzmit. La formation initiale comprend cinq membres et se produit tout d'abord sous le nom de Spitney Beers. De ce premier groupe, seuls le guitariste Barış Ertunç, le bassiste Cenk Turanlı et le batteur Mehmet Demirdelen sont restés avant que la chanteuse Melis Danişmend les rejoignent. 
En 2004, ils font la première partie de Pink. Üçnoktabir participe au concert Rock'n Coke d'Istanbul en 2007. La même année sort leur album "Sabaha Karşı".  La chanson Dediler Ki figure sur la bande originale du film Barda de Serdar Akar sorti en 2007. 
Le groupe se sépare en avril 2009. Melis Danişmend continue une carrière en solo.

## Discographie
Albums
- Sabaha Karşı (2007)

Single
- Dediler ki (2006)